# قرقارش
قرقارش منطقة سكنية مطلة على البحر الأبيض المتوسط تقع بمدينة طرابلس ليبيا، سميت بهذا الاسم نسبة لبهاء الدين قراقوش و تعتبر من أقدم مناطق طرابلس.

## التاريخ
كانت قرقارش قرية رومانية [بحاجة لمصدر]

## فترة الإحتلال الإيطالي
كانت واحة قرقارش مليئة بأشجار النخيل قام الإيطاليون ببناء منازل بها و حقول خضراء كما كان بها المحاجر التي ترجع إلى العهد الروماني و توفر الحجارة اللازمة لبناء الميناء [بحاجة لمصدر]

## الخدمات
تحتوي على عديد المؤسسات الخدمية اذ يوجد بها ما لا يقل عن 3 مدارس للبنين و البنات و معهد متوسط و مستوصف صحي و مرفأ بحري و يوجد بها أحد اقدم المساجد و هو مسجد زميت 

## مرفأ قرقارش
مرفأ قرقارش هو مرفأ بحري صغير على ساحل البحر الأبيض المتوسط، يقع في ضاحية قرقارش بطرابلس ليبيا. يستعمل الصيادون هذا المرفأ و تقبع فيه قوارب الصيد الصغيرة التي يستعملها الصيادون يوميا في رحلاتهم اليومية لإصطياد السمك. [بحاجة لمصدر]